# Krisna strigicollis
Krisna strigicollis är en insektsart som beskrevs av Maximilian Spinola 1850. Krisna strigicollis ingår i släktet Krisna och familjen dvärgstritar. Inga underarter finns listade i Catalogue of Life.